# رکس ریچاردز
رکس ریچاردز (انگلیسی: Rex Richards؛ زادهٔ ۲۸ اکتبر ۱۹۲۲) دانشمند اهل بریتانیا است.
وی همچنین برندهٔ جوایزی همچون همکار انجمن سلطنتی و مدال پادشاهی شده است.